# تفجير حافلة إيجد
تفجير حافلة إيجد هي عملية استهدفت حافلة شركة إيجد يوم 18 يونيو/حزيران من عام 2002 في مدينة القدس. تبنّت حركة المقاومة الفلسطينية حماس الهُجوم الذي تسبّبَ في مقتل 19 شخص وجرح أكثر من 74 آخرين. سبعة عشر من القتلى من سكان مستوطنة جيلو.

## الهجوم
في صباح يوم 18 يونيو/حزيران 2002 وعلى الساعة 7:50 صباحًا، قام فلسطينيون بتنفيذ عملية انتقامية في بيت لحم استهدف حافلة تابعة لشركة إيجد على الخط 32A. قدِمت الحافِلة من حي في مستوطنة جيلو وتوقفت عند بيت صفافا الحي العربي في القدس. صعد المنتقم إلى الحافلة ثم فَجّر نفسه من خلال حزام ناسف. نجمَ عن الهجوم عددٌ من القتى والضحايا وقد تسببت شظايا الحزام في تحقيق أقصى قدر من الخسائر.

### الوفيات
| - بوعز علوف، 54، القدس - شاني أفي-زيدك، 15، القدس - ليا باروخ، 59، القدس - مندل بيرسون، 72، القدس - رافائيل بيرغر، 28، القدس - ميشال بياعزي، 24، القدس - تاتيانا براسلافسكي، 41، القدس - جليلة بوغالا، 11، القدس - رايسا ديكشتين، 67، القدس - موشيه غوتليب، 70، القدس | - باروخ جرياني، 60، القدس - هيالا، 21، القدس - ايلينا ايفان، 63، القدس - إيمان كابها، 26، برطعة - شيري نيجاري، 21، القدس - جيلا ناكاف، 55، القدس - يلينا بلاجوف، 42، القدس - ليات ياجين، 24، القدس - رحميم زدكياهو، 51، القدس |

## المنفذين
أعلنت مجموعة حماس التي تنشطُ في الضفة الغربية وقطاع غزة مسؤوليتها عن الهجوم؛ كما كشفت عن دوافعه وطريقة تنفيذه مؤكدة على أن الشهيد الذي نفّذَ العملية هو محمد الغول ذو الـ 22 عاما الطاِب في جامعة النجاح الوطنية بنابلس. تبيّن فيما بعد أن محمد قد قام بربط بعض المتفجرات في جسده ثم استقل الحافلة أثناء ساعة الذروة الصباحية، سارت الحافلة باتجاه وسط مدينة القدس قادِمة من جيلو. من شدّة الانفجار؛ ارتفعت الحافلة عن الأرض وتحطّمت بكاملها تقريبًا. أُدين فيما بعد اثنين من سكان القدس الشرقية كما حُوكمَ آخر من ضاحية جبل المكبر بتهمة نقل «انتحاري».

## ما بعد الهجوم
تمّ شحن أشلاء الحافلة إلى أمريكا حيث تم عرضها في المعرض نصف السنوي اليهودي الذي يُقام في مدينة نيويورك وذلك بمبادرة من جمعية إسرائيلية عملت على الحفاظ على الحافلة كما هي باستثناء التخلص من دم ولحم من كان على متن الحافلة وذلك استعدادا لدفنهم تماشيا مع الشريعة اليهودية. ذكرت الجمعية اليهودية أنها تهدفُ إلى زيادة الوعي حول آثار وخطورة التفجيرات الانتحارية.